# Joachim Eibach

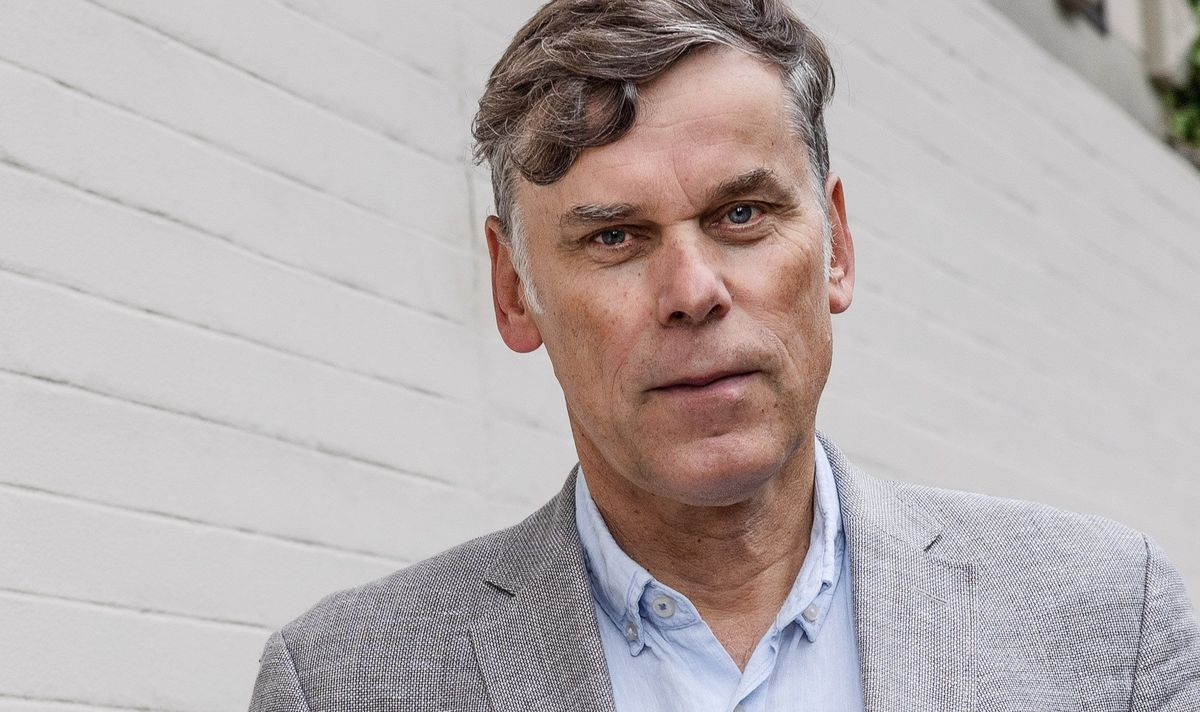
Joachim Eibach (2023)

Joachim Eibach (* 11. Oktober 1960 in Bremen) ist ein deutscher Historiker. Er lehrt und forscht an der Universität Bern.

## Leben
Eibach studierte von 1982 bis 1988 Geschichte und Germanistik an der Universität Konstanz und der Universität Tübingen. Nach der Promotion zum Dr. phil. an der Universität Konstanz 1993 bei Bernd Wunder und Ute Frevert war er Postdoc und wissenschaftlicher Koordinator des Sonderforschungsbereichs Erinnerungskulturen an der Universität Gießen. Die Habilitation erfolgte 2001 an der Universität Gießen.
Von 2002 bis 2006 war er Projektleiter am Forschungszentrum Europäische Aufklärung in Potsdam. Fellowships und Gastdozenturen führten an die Universitäten Bielefeld, NUI Galway, Konstanz und an das EUI Florenz. Weitere Lehraufträge nahm er an den Universitäten Basel und Luzern wahr. 2005 wurde Joachim Eibach Assistenzprofessor für die Geschichte der Sattelzeit, 2010 Professor für Neuere und Neueste Geschichte an der Universität Bern. 2022 erschien sein Buch Fragile Familien. Ehe und häusliche Lebenswelt in der bürgerlichen Moderne.
Eibach erhielt 2009 den CS Award Best Teaching der Universität Bern. Er ist Mitglied des wissenschaftlichen Beirats mehrerer internationaler Forschungsprojekte und Kommissionen des Schweizerischen Nationalfonds.
2024 amtiert Eibach als Geschäftsführender Direktor des Historischen Instituts der Universität Bern.
Seine Forschungsschwerpunkte sind Geschichte von Haus und Familie, Alexander von Humboldt, Stadtgeschichte, politische Kulturgeschichte der Sattelzeit, interpersonelle Gewalt und Geschlecht sowie theoretische Aspekte und Perspektiven der Geschichtswissenschaft.

## Schriften (Auswahl)
Monographien
- Der Staat vor Ort. Amtmänner und Bürger im 19. Jahrhundert am Beispiel Badens. Frankfurt am Main: Campus, 1994, ISBN 3-593-35195-1.
- Frankfurter Verhöre. Städtische Lebenswelten und Kriminalität im 18. Jahrhundert. Paderborn: Schöningh, 2003, ISBN 3-506-72155-0.
- Fragile Familien. Ehe und häusliche Lebenswelt in der bürgerlichen Moderne. Berlin: De Gruyter Oldenbourg, 2022, ISBN 3-11-074949-1.
  - Fragile Families. Marriage and Domestic Life in the Age of Bourgeois Modernity (1750–1900). Berlin: De Gruyter Oldenbourg, 2023, ISBN 978-3-11-108088-8.

Herausgeberschaften
- mit Marcus Sandl: Protestantische Identität und Erinnerung. Von der Reformation bis zur Bürgerrechtsbewegung in der DDR, Göttingen 2003, ISBN 978-3-525-35575-6.
- mit Günther Lottes: Kompass der Geschichtswissenschaft. Ein Handbuch. 2. Aufl., Göttingen 2006, ISBN 3-8252-2271-3.
- mit Raingard Esser: Urban History 34/1 (2007): Urban Governance and Petty Conflict in Early Modern Europe, doi:10.1017/S0963926807004282.
- mit Horst Carl: Europäische Wahrnehmungen. Interkulturelle Kommunikation und Medienereignisse 1650–1850, Hannover 2008, ISBN 978-3-86525-253-1.
- mit Rudolf Schlögl: Ungleichheiten vor Gericht (= Geschichte und Gesellschaft, Heft 35/4, 2009), ISSN 0340-613X.
- mit Richard Mc Mahon und Randolph Roth: Making Sense of Violence? (= Crime, History & Societies, 17/2, 2013), ISBN 978-2-600-01776-3.
- mit Christoph Conrad, Brigitte Studer und Simon Teuscher: Wohnen und die Ökonomie des Raums (= Schweizerisches Jahrbuch für Wirtschafts- und Sozialgeschichte, Bd. 28, 2014), ISBN 978-3-0340-1202-7.
- mit Inken Schmidt-Voges: Das Haus in der Geschichte Europas. Ein Handbuch. Berlin 2015, ISBN 3-11-035888-3.
- mit Raingard Esser und Steven G. Ellis: Die Genese des modernen Europa. Artikel und Essays von Günther Lottes. Hannover 2017, ISBN 978-3-86525-579-2.
- mit Claudia Opitz-Belakhal: Zwischen Kulturen. Mittler und Grenzgänger vom 17. bis 19. Jahrhundert. Hannover 2018, ISBN 3-86525-660-0.
- mit Margareth Lanzinger: The Routledge History of the Domestic Sphere in Europe. 16th to 19th Century. London 2020, ISBN 978-0-367-14367-1.

Edition
- mit Thomas Nehrlich: Alexander von Humboldt: Sämtliche Schriften. Bd. 7: 1850–1859, München 2019, ISBN 978-3-423-59088-4.

Beiträge in Sammelwerken
- Die Sattelzeit. Epoche des Übergangs und Gründungsgeschichte der Moderne. In: Europa und die Welt. Studien zur Frühen Neuzeit. Hrsg. v. R. Charlier, S. Trakulhun und B. Wehinger. Wehrhahn Verlag, Hannover 2019, S. 133-48.